# Posoqueria trinitatis
Posoqueria trinitatis är en måreväxtart som beskrevs av Dc.. Posoqueria trinitatis ingår i släktet Posoqueria och familjen måreväxter. Inga underarter finns listade i Catalogue of Life.